# Contarinia majanthemi
Contarinia majanthemi är en tvåvingeart som beskrevs av Rubsaamen 1925. Contarinia majanthemi ingår i släktet Contarinia och familjen gallmyggor.
Artens utbredningsområde är Tyskland. Inga underarter finns listade i Catalogue of Life.